# ASC Figline
Die ASC Figline ist ein italienischer Fußballverein aus Figline Valdarno, einer Stadt aus der Region Toskana. Die Vereinsfarben sind Blau und Gelb. Als Stadion dient dem Verein das Stadio Goffredo Del Buffa in Figline Valdarno, es bietet Platz für 1.500 Zuschauer.

## Geschichte

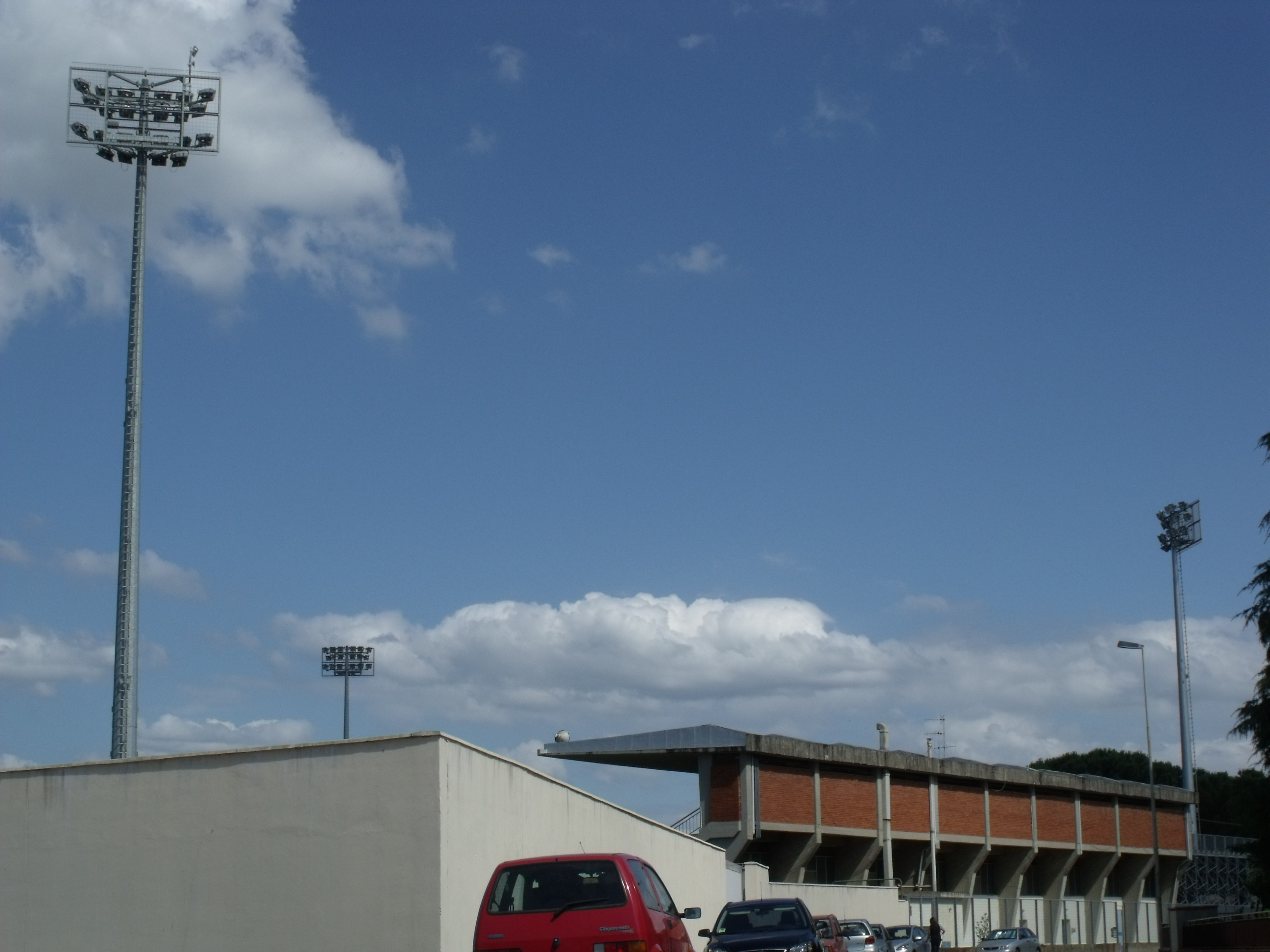
Stadion Goffredo del Buffa in Figline

Der Verein wurde im Jahr 1965 gegründet und nahm in den ersten Jahren nach der Gründung an der Seconda Categoria toscana, einer toskanischen Amateurliga, teil. Im Jahr 1968 gelang erstmals der Aufstieg in die Prima Categoria und ein Jahr später in die Promozione toscana. Nach nur zwei Jahren durfte der Verein bereits den nächsten Aufstieg feiern und schaffte die Promotion in die Serie D. Nachdem der Mannschaft in vier Jahren in Folge der Klassenerhalt in der Serie D gelungen war, folgte nach der Saison 1975/76 als Tabellenletzter des Girone E der Wiederabstieg in die Promozione. Die Mannschaft verbrachte daraufhin viele Jahre im toskanischen Amateurlager. 1995 konnte dabei der Aufstieg in das Campionato di Eccellenza erreicht werden.
Nach fünf Jahren folgte wieder ein Rückschlag und die Mannschaft fiel nach dem Abstieg in die Promozione toscana zurück. Nach dem schnellen Wiederaufstieg blieb die Mannschaft, die in der Eccellenza zu den besten Teams der Toskana zählte, erneut im Amateurlager hängen. In den Jahren 2004 und 2005 wurde mit dem 2. Rang und den folgenden Niederlagen in den Play-offs der Aufstieg in die Serie D nur knapp verpasst. Ein Jahr später konnte mit dem Gewinn des Girone B der Eccellenza toscana die Promotion in die Serie D realisiert werden und im Jahr 2008 schaffte der Verein mit der Promotion in die Lega Pro Seconda Divisione den erstmaligen Aufstieg in eine Profiliga.
Die toskanische Mannschaft überraschte auch in der folgenden Spielzeit und qualifizierte sich als Gewinner der Seconda Divisione als direkter Aufsteiger für die Lega Pro Prima Divisione. Nach der Saison 2009/10, die auf dem siebten Rang abgeschlossen wurde, verweigerte der Verband dem Verein jedoch die Lizenz für die Teilnahme am Spielbetrieb der dritthöchsten Spielklasse und stufte diesen in die fünftklassige Serie D ein.
Der ehemalige italienische Nationalspieler Enrico Chiesa war von 2008 bis 2010 bei der ASC Figline aktiv und ist aktueller Trainer des Vereins. Der langjährige Serie-A-Spieler Anselmo Robbiati spielte von 2006 bis 2009 ebenfalls für die Toskaner.